# Friedrich Max Müller

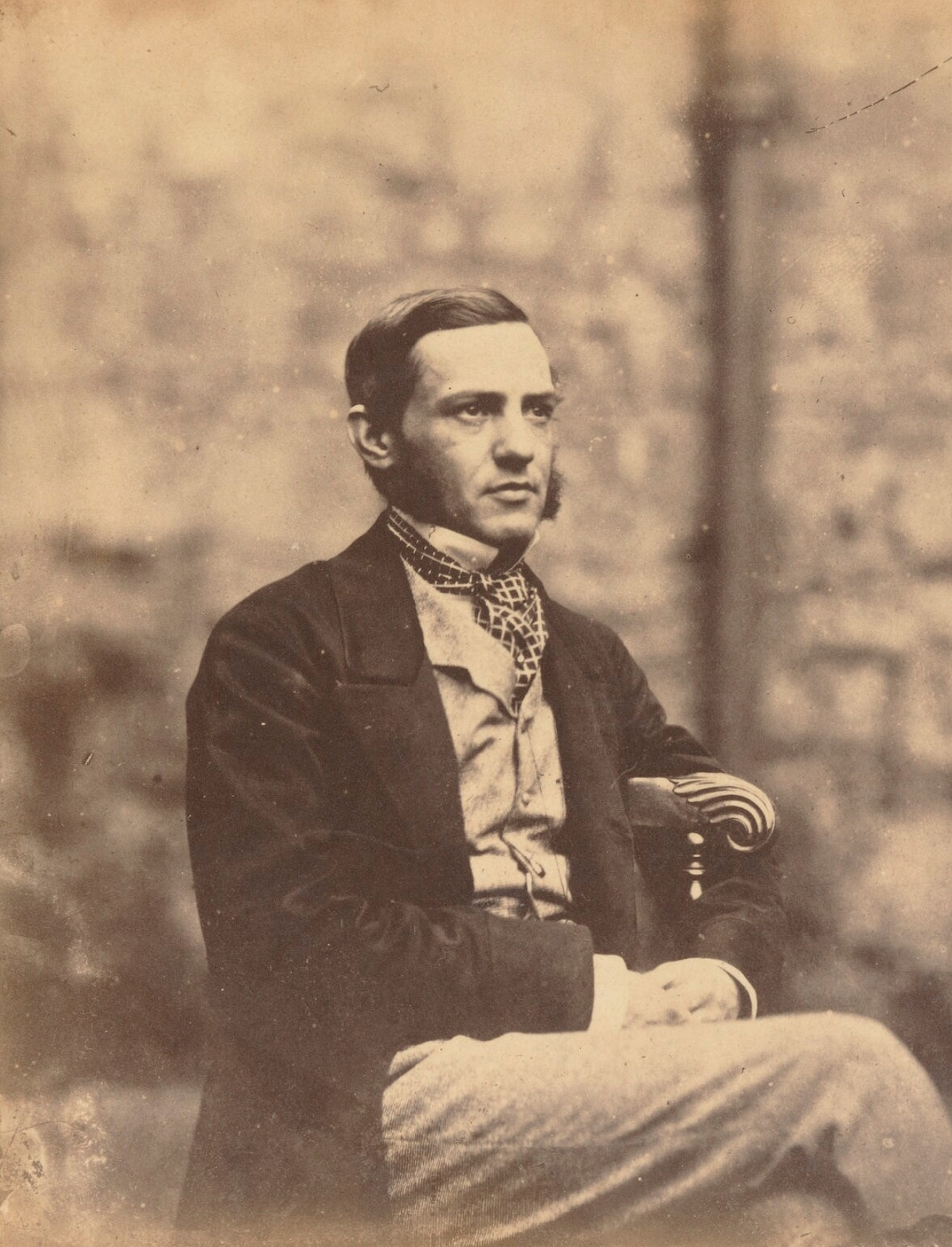
Max Müller år 1857. (Fotografi av Lewis Carroll.)

Friedrich Max Müller, född 6 december 1823 i Dessau, död 28 oktober 1900 i Oxford, var en tysk-brittisk språkforskare och orientalist, son till skalden Wilhelm Müller.

## Biografi
Müller, som blev student vi Leipzigs universitet 1841, framträdde redan 1844 med en tysk översättning av den indiska fabelsamlingen "Hitopadeśa". Han fortsattde sina studier i Berlin, sedermera i Paris (under Burnouf), där han började göra samlingar för en upplaga av Rigveda. För att fortsätta dessa flyttade han 1847 till England. 
Där fick han av Ostindiska kompaniet i uppdrag att på dess bekostnad utge Rigveda. Denna för språk- och religionshistorien lika viktiga urkund utkom i sex band 1849-1875: Rig-Veda-Sanhita together with the commentary of Sayanacharya. Det är Müllers huvudarbete. Den till Rigveda hörande fonetisk-grammatiska handboken, Pratisakhja, utgav han särskilt i tysk översättning 1869. 
Nästan alla sina arbeten har Müller annars efter sin överflyttning till England skrivit på engelska, vilket språk han behandlar med en säkerhet och en elegans som vore det hans modersmål. 1849 fick han av Institut de France volneyska priset för avhandlingen Essay on the comparative philology of the Indo-european languages in its bearing on the early civilisation of mankind. 
1848 bosatte han sig i Oxford, där han 1850 blev lärare och 1854 ordinarie professor i moderna språk samt 1869-1876 innehade lärostolen i jämförande språkforskning. Nära förbunden med Bunsen, skrev han i dennes Philosophy of universal history (I, s. 263-521) "On the classification of the Turanian languages" samt deltog i den av Bunsen sammankallade Alfabetkongressen i London 1854 och framställde där ett missionsalfabet. Samma år utgav han, med anledning av det då utbrytande Krimkriget, en översikt av The languages of the war. 
För den stora allmänheten är han mest bekant genom sina två serier Lectures on the science of language, ursprungligen hållna i Royal Institution i London, sedan utkomna i en mängd upplagor och översättningar. De har gjort utomordentligt gagn genom att väcka den bildade allmänhetens intresse för den moderna språkvetenskapen. Deras vetenskapliga värde står dock ej i jämnhöjd med framställningens konst. Filosofiska och lingvistiska problem behandlas i The science of thought (1888). 
Müller skrev även en sanskritgrammatik (i tysk översättning av Kielhorn och Julius Oppert) samt en History of ancient Sanskrit literature (1859); vidare India: what can it teach us? (1883). Speciellt intresserade han sig för indisk filosofi: Three lectures on the vedanta philosophy (1894) och The six systems of indian philosophy (1899). 
Senare delen av sitt liv ägnade Müller uteslutande åt religionsvetenskapen. Hans Introduction to the science of religion (1873; ursprungligen föreläsningar i Royal Institution) finns översatt på flera språk, även på svenska (Inledning till den jemförande religionsvetenskapen). Till detta arbete slöt sig Lectures on the origin and growth of religion (1878; Religionens ursprung och utveckling), Natural religion (1889; Naturlig religion, 1897), Physical religion (1891), Anthropological religion (1892), Theosophy or psychological religion (1893), Contributions to the science of mythology (1897). 
Müller tolkar de mytologiska gestalterna så, att de uppkommit genom tydning efter orden av ursprungligen metaforiskt brukade appellativ. Genom hans lärjungar (till exempel Cox) har denna teori blivit driven in absurdum och spelar senare samtidens vetenskap ingen betydande roll. 
Fr.o.m. 1879 utgav Müller för universitetet i Oxford en omfattande samling av de österländska religionsurkunderna i engelsk översättning: The sacred books of the east (49 band, 1879-1894; band 50 register, 1910), och översatte däri själv Upanishads (i band 1 och 15), vediska hymner (band 32 och 46) samt några palitexter, jämväl Buddhist texts from Japan (1881-1885). Han utgav f.ö. en serie av The German classics (1858-1864), Memoirs of Baron Stockmar (1872), Schillers Briefwechsel mit Herzog Friedrich-Christian von Schleswig-Holstein (1875) och Basedow von seinem Urenkel (1877) samt en känslig, av mystik färgad teckning: Deutsche Liebe (Tysk kärlek) samt översatte till engelskan Immanuel Kants Kritik der reinen Vernunft (1881). 
Mindre uppsatser rörande språk, religion och litteratur är samlade i Chips from a German workshop (1867-1875), Selected essays on language, mythology and religion (1881), Last essays (1901), Collected works i 20 band; självbiografiska anteckningar: Auld lang syne (l-2, 1898-1899) och My autobiography (1901). Efter hans död utgav änkan The life and letters of the R. H. Fr. Max Müller (1902).
Müller, som även i sitt yttre bar den förfinade gentlemannens prägel, var en av de mest kända samtida personligheterna på de jämförande språk- och religionsvetenskapernas område och talade bland annat vid den stora orientalistkongressen i Stockholm och Kristiania i september 1889. Han har mer än någon annan bidragit att sprida intresset för dessa vetenskaper.

## Böcker på svenska
- Mytologi och religion, eller om den grekiska mytologiens ursprung och betydelse (svensk bearbetning af Magnus Dalsjö, H. Pettersson, 1868)
- Inledning till den jemförande religionsvetenskapen: Fyra föreläsningar (Introduction to the science of religion) (översättning Fredrik Fehr, Seligmann, 1874)
- Tysk kärlek: ur en främlings papper (Deutsche Liebe) (1877)
- Religionens ursprung och utveckling (Lectures on the origin and growth of religion) (översättning Victor Pfeiff, Looström, 1880)
- Bönen i olika religioner: En inblick i jämförande religionsforskning : utdrag från föreläsningar hållna i Oxford (anonym översättning?, Skoglund, 1897)